# La Philosophie dans le boudoir
La Philosophie dans le boudoir ou Les Instituteurs immoraux est un ouvrage du marquis de Sade, publié en 1795. 
Le sous-titre en est Dialogues destinés à l'éducation des jeunes demoiselles.

## Résumé
L’ouvrage se présente comme une série de dialogues retraçant l’éducation érotique et sexuelle d’une jeune fille de 15 ans. 
Une libertine, Mme de Saint-Ange, veut initier Eugénie de Mistival « dans les plus secrets mystères de Vénus ».
Elle est aidée en cela par son frère (le chevalier de Mirvel), un ami de son frère (Dolmancé) et par son jardinier (Augustin).

## Étude de l'œuvre

### Un enseignement en alternance
Le livre n’est pas qu’une longue description de gestes et d’actions. Il est construit (surtout le troisième dialogue) sur l’alternance entre dissertation philosophique et application concrète des préceptes évoqués. La théorie alterne avec la pratique.
Le titre du livre évoque déjà cette dualité puisque le boudoir est une petite salle disposée généralement entre la chambre et le salon, c’est-à-dire, entre la pièce consacrée aux ébats amoureux et la pièce consacrée à la conversation.

#### La théorie
« Pornographie et philosophie ne se distinguent pas catégoriquement à l'ère des Lumières. […] la critique sociale et politique […] passe par le dévoilement de ses effets obscurs sur les corps et leur économie. Parler, écrire, mettre en scène le sexe et ses catégories, c'est parler de beaucoup plus que du sexe. Les désordres, les régulations des corps individuels engagent ou trahissent ceux du corps politique et social. »

On comprend mieux alors qu'au-delà de la crudité du texte et de son thème libertin, on trouve un discours philosophique, presque appel aux armes, mettant de l'avant les idées du Marquis par rapport à la liberté, la religion, la monarchie, et les mœurs. Intitulé « Français, encore un effort si vous voulez être républicains », l’appel public qui s’insère avant le cinquième dialogue présente les mêmes idées que celles qui figurent dans les onze « opuscules politiques » de Sade publiés entre 1790 et 1799.
La réflexion de Sade s’inscrit parfaitement dans celle de son époque. Elle prolonge les débats philosophiques sur le concept de Nature et sur le rôle de la société par rapport à cette Nature ainsi que sur l’influence de cette dernière sur les comportements humains.

« Les romans de Sade ne sont pas assimilables aux nombreux textes pornographiques qui fleurissent alors. Ils ne se contentent pas de dénuder et d'apparier des corps, de décrire des accouplements et des supplices, de compliquer des postures et de multiplier les acteurs. Il attaque toutes les institutions, il fait tenir à ses libertins des discours théoriques entre deux orgies. […] Les égarements sont fondés philosophiquement sur le matérialisme et l'athéisme. »

La réflexion libertine exposée par Sade part du principe que la Nature régit l’univers et ses composants. Dieu n’existe que dans l’esprit des hommes. Il n’est qu’une idole parmi d’autres. Ce retour à la Nature comme seul principe suprême semble puiser ses origines dans la philosophie antique. Cette hypothèse est confortée par la brochure du cinquième dialogue où il est fait notamment l’apologie de l’athéisme. Le seul culte toléré serait un retour au paganisme romain : 

« Puisque nous croyons un culte nécessaire, imitons celui des Romains.[réf. nécessaire] »

— Marquis de Sade, Français, encore un effort si vous voulez être républicains: Manifeste politique
La Nature étant le seul moteur du monde, tout ce qui suit ses principes en vient à être légitimé par elle. Le sexe, l’égoïsme, la violence sont autant de manifestations que l’on trouve dans la nature et de manifestations de la Nature en l’homme et, partant, elles peuvent être légitimées comme étant « naturelles », au-delà du Bien et du Mal. En effet, ces constructions morales (le Bien et le Mal) sont directement visées par cette argumentation. N’existant pas dans la Nature, elles ne peuvent être prises comme fondements de nos actions. La Nature doit rester notre seul modèle.

« La nature, nous dictant également des vices et des vertus, en raison de notre organisation, ou plus philosophiquement encore, en raison du besoin qu’elle a de l’une et de l’autre, ce qu’elle nous inspire deviendrait une mesure très incertaine pour régler avec précision ce qui est bien ou ce qui est mal.[réf. nécessaire] »

À partir de ce principe, la Société perd évidemment tous ses droits. Ses règles et ses lois viennent juguler nos élans naturels. Ils vont contre la Nature et ne sont donc pas tolérables. « C’est une injustice effrayante que d’exiger que des hommes de caractères inégaux se plient à des lois égales : ce qui va pour l’un ne va pas à l’autre.[réf. nécessaire] »
Il devient alors intéressant d’opposer la réflexion de Sade à celle de Thomas Hobbes (philosophe anglais). Celui-ci, dans Le Léviathan (1651), part du principe que les hommes à l’état de nature disposent des mêmes désirs et que ces désirs portent sur les mêmes objets. Il en déduit alors qu’un état de conflit permanent entre les hommes serait inéluctable. Selon lui, la Société permettrait de contenir ce conflit par l’instauration de règles communes, les lois, et en cela, de dépasser l’état de nature. On voit tout ce que Sade doit à la réflexion de Hobbes. Il en reprend le postulat de départ mais se refuse à le dépasser. L’homme doit, selon lui, demeurer en cet état de nature puisque la Nature demeure la seule force suprême à l'œuvre dans le monde. Il est pour Sade inconcevable d’établir ce Léviathan qu’est l’État : « les lois peuvent être si douces, en si petit nombre, que tous les hommes, de quelque caractère qu’ils soient, puissent s’y plier.[réf. nécessaire] »
La sexualité est l'axe le plus abordé par le texte et se rattache au concept de nature. Les pratiques qui ne font pas partie de la norme sociale sont tout de même naturelles puisqu'elles déclenchent un plaisir chez ceux qui les pratiquent. Les hommes doivent pouvoir jouir de toutes les femmes alors que les femmes doivent accueillir tous les hommes mais se voient libérées des contraintes du mariage. Ces règles sont imposées par le personnage de Dolmancé tout au long des discussions ainsi que lors du Cinquième Discours.

#### La pratique
La réflexion exposée plus haut sert aux personnages libertins à légitimer tous leurs désirs et, plus particulièrement, leurs désirs sexuels. Puisqu’ils sont naturels, pourquoi les contrarier ? De longues descriptions de ces ébats, échelonnés selon un procédé de gradation, viennent ainsi interrompre et mettre en pratique les énoncés philosophiques précédemment exposés. La sodomie est-elle un crime ? Non, répond Dolmancé, puisqu’elle est un désir, elle est donc naturelle. Mettons-la alors en pratique afin d’initier la jeune Eugénie qui sert d’alibi et de terrain privilégié à cette initiation. Tel est, pour simplifier, le mouvement récurrent qui rythme l'œuvre, et tout particulièrement le troisième dialogue. Nous noterons au passage le retournement opéré à propos de la sodomie. Condamnée pour son caractère non naturel (puisqu’inutile à la reproduction), elle devient dans l’argumentation des libertins, le symbole même du naturel et perd ainsi toute raison d’être condamnée.
Mais ce qu’il y a de frappant à la lecture de ces ébats, c’est la longueur de ceux-ci et le souci du détail qui anime leurs actions. Certains passages en deviennent des cours d’anatomie appliquée. Chaque partie du corps dévolue aux plaisirs est décrite et détaillée dans sa constitution et dans ses fonctions.

### Un jeu de langue
Une autre particularité de cette œuvre est la mixité des niveaux de langue utilisés. Les personnages, issus de la haute société, s’expriment essentiellement dans une langue soutenue, et ce, même au plus fort de leurs ébats. Cependant, la transgression des valeurs morales s’accompagne d’une transgression du langage.
Les termes concrets succèdent aux concepts abstraits afin de décrire les parties du corps et les ébats : « le foutre, la sodomie, le vit (le pénis) » ne sont que des exemples parmi bien d’autres. Dans ce qui s’apparente à une volonté de réalisme, Sade, à l’image d’un Molière, cherche à rendre le sociolecte du jardinier avec le personnage d'Augustin : « mam’selle […], je le voyons... tatiguai ! »
Le rapport intime qui unit la langue aux exposés philosophiques est clair. La logique libertine poussée jusqu’au bout et les transgressions morales qu’elle implique ne peuvent s’accomplir que dans le cadre d’une langue qui subit elle aussi une telle transgression.

« Un de mes grands plaisirs est de jurer Dieu quand je bande. Il me semble que mon esprit, alors mille fois plus exalté, abhorre et méprise bien mieux cette dégoûtante chimère... »

Par cette transgression, Sade cherche à agresser le lecteur, à le brutaliser comme ses personnages brutalisent leurs victimes. Mais en poursuivant sa lecture, le lecteur se fait complice des transgressions de l’auteur comme la jeune Eugénie finit par devenir la complice de Mme de Saint-Ange et de Dolmancé.

### Un livre théâtral
Une des caractéristiques principales de ce livre est sa proximité avec le genre théâtral. Sade étant un amateur fou de théâtre, « le fait d'écrire des pièces s'imbrique chez lui dans un ensemble de conduites qui, toutes, ramènes vers la scène comme point de rencontre entre le réel et l'imaginaire, l'unique et le nombre, le spectaculaire et le secret. » Il n'est donc pas surprenant que la forme théâtrale se manifeste au sein de ses écrits considérés comme romanesques.
Il faut tout d’abord noter que la forme théâtrale se présente, dans La Philosophie dans le boudoir, sous la forme de dialogues entre les différents personnages. Cela dit, le dialogue est une forme très fréquente au XVIIIe siècle et très largement codifiée. Mais les nombreuses indications sur les mouvements rappellent des didascalies, le découpage du texte en plusieurs dialogues peut évoquer les actes d’une pièce de théâtre et, de plus, la progression de l’histoire au sein de ces dialogues renforce cette impression. Les deux premiers correspondent à une exposition (des personnages, de leurs liens, de leurs intentions) ; le troisième et le quatrième constituent le cœur de l’action tandis que le septième amène le dénouement. Le cinquième brise le rythme du reste du texte par sa structure d'essai (ce discours est d'ailleurs introduit par métalepse alors que le personnage du Chevalier lit l'essai à l'intention des autres personnages). 
Les trois unités sont également respectées puisque l’action se déroule en un seul lieu (le boudoir), au cours d’une après-midi et qu’elle est unique (l’initiation d’Eugénie).
Notons encore que l’écriture du Marquis de Sade convoque essentiellement les sens de l’ouïe (par les dialogues) et de la vue. En effet, les gestes et les mouvements des personnages prennent une place primordiale lors de la mise en application des préceptes libertins. Cette spatialisation des corps semble, là encore, confirmer la théâtralité de ce récit.

## Cinéma
- 1971 : La Philosophie dans le boudoir, film réalisé par Jacques Scandelari
- 1991 : La Philosophie dans le boudoir, court métrage réalisé par Olivier Smolders

## Théâtre
- Philosophie dans le boudoir, d'après le livre du Marquis de Sade, mis en scène par Christian Le Guillochet

## Note
1. ↑  Anne F. Garréta, « Le désir libertin, allumeur de Lumières », Le Magazine Littéraire Hors-série, vol. 25,‎ novembre-décembre 2008, p. 56-57.
2. ↑  Michel Delon, « Histoire de Juliette ou les Prospérités du vice, du Marquis de Sade », Le Point Hors-série, vol. 21,‎ janvier-février 2009, p. 42-43
3. ↑   Sade. La Philosophie dans le boudoir, Barcelone, Éditions Gallimard, [1976] 2012, p.112-113
4. ↑  Annie Lebrun, « Un théâtre dressé sur notre abîme », Le Magazine Littéraire Hors-série, vol. 15,‎ novembre-décembre 2008, p. 42-43